# هيتو شتايرل
هيتو شتايرل (بالألمانية: Hito Steyerl) (مواليد 1966، ميونخ) هي صانعة أفلام ألمانية، وفنانة تشكيلية تعمل في حقل الفيديو والفن التركيبي. تتناول في أعمالها وكتاباتها التغيرات الطارئة على مفاهيم الصورة وتداولها في العصر الراهن، وتعاين في كتاباتها التكنولوجيا ووسائط الميديا المتعددة، من أبرز كتاباتها حول الموضوع نص «الصورة الفقيرة». شتايرل هي محاضرة في جامعة برلين للفنون منذ 2010، وتقيم في برلين.
أحد مؤسسي مركز دراسات سياسة خدمات البروكسي (Research Center for Proxy Politics) الذي يهتم ببحث طبيعة شبكات وسائل الاتصال والتفاعل بين الآلة والإنسان.
في عام 2017، اعتبرتها مجلّة ArtReview أكثر شخصية مؤثرة في عالم الفن.

## مسيرتها الأكاديمية
درست شتايرل السينماتوغرافيا والفيلم الوثائقي في أكاديمية الفنون البصرية في طوكيو وفي جامعة التلفاز والفيلم في ميونخ، وحصلت على شهادة الدكتوراه في الفلسفة من أكاديمية الفنون في فيينا. هي أستاذة لدراسات الفيلم التجريبي والفيديو في جامعة برلين للفنون.

## مؤلفاتها
- معذّبو الشّاشة The Wretched of the Screen، شاركت بتأليفه مع فرانكو بيراردي، منشورات e-flux إي-فلكس، 2012.
- فائض من العالم Too Much World، منشورات شتينبرغ، 2014.
- فن الديوتيفري: الفن في عصر الحرب الأهلية الرحالة Duty Free Art: Art in the Age of Planetary Civil War، منشورات صفحة أمامية وصفحة خلفية فيرسو، 2017.

## روابط خارجية
- هيتو شتايرل على موقع IMDb (الإنجليزية)
- هيتو شتايرل على موقع مونزينجر (الألمانية)
- هيتو شتايرل على موقع ألو سيني (الفرنسية)
- هيتو شتايرل على موقع أول موفي (الإنجليزية)
- هيتو شتايرل على موقع ديسكوغز (الإنجليزية)
- هيتو شتايرل على موقع قاعدة بيانات الفيلم (الإنجليزية)
- هيتو شتايرل على موقع كينوبويسك (الروسية)